# Stazione di Saline di Reggio
Stazione di Saline di Reggio vasútállomás Olaszországban, Calabria régióban, Montebello Ionico településen.

## Vasútvonalak
Az állomást az alábbi vasútvonalak érintik:
- Jonica-vasútvonal

## Kapcsolódó állomások
A vasútállomáshoz az alábbi állomások vannak a legközelebb:
- Stazione di Annà di Melito di Porto Salvo
- Stazione di Motta San Giovanni-Lazzaro